# Le Studio amoureux

Le Studio amoureux (en  allemand : Die verliebte Firma) est un film allemand réalisé par Max Ophüls, sorti en 1932.

## Synopsis
Lors d'un tournage en Bavière, tous les membres de l'équipe sont amoureux de la téléphoniste. L'acteur principal n'ayant aucun talent, l'équipe décide de faire de l'opératrice la vedette du film.

## Distribution
Rôles principaux
- Gustav Fröhlich : Werner Loring
- Anny Ahlers : Peggy Barling
- Lien Deyers : Gretl Krummbichler
- Ernö Verebes : Heinrich Pulver
- José Wedorn : Leo Lamberti
- Leonard Steckel : Harry Bing
- Hubert von Meyerinck : Fritz Willner
- Fritz Steiner : Toni Bauer
- Hans Krehan : Karl Martini
- Werner Finck : Franz Klingemüller